# 大花椌木
大花椌木（学名：Dysoxylum parasiticum）为楝科椌木屬下的一个种。

## 形态
高可達25公尺，但多半在15公尺以下。一回羽狀複葉，小葉對生，約四到五對、全緣，葉柄及葉背之葉脈處皆被毛。花細小，總狀花序，著生在主幹上。蒴果球形。

## 分布
分布於菲律賓，往南至蘇拉蘇西及小撰他群島，台灣僅見於蘭嶼，生長在潮濕無風緩坡或谷地內，是蘭嶼熱帶森林的第二層主要樹種。

## 扩展阅读
- 維基物種上的相關：大花椌木